# Oryza barthii
Oryza barthii là một loài thực vật có hoa trong họ Hòa thảo. Loài này được A.Chev. mô tả khoa học đầu tiên năm 1910.